# Liste der Baudenkmale in Kyritz
In der Liste der Baudenkmale in Kyritz sind alle Baudenkmale der brandenburgischen Stadt Kyritz und ihrer Ortsteile aufgelistet. Grundlage ist die Veröffentlichung der Landesdenkmalliste mit dem Stand vom 31. Dezember 2020. Die Bodendenkmale sind in der Liste der Bodendenkmale in Kyritz aufgeführt.

## Legende
In den Spalten befinden sich folgende Informationen:
- ID-Nr.: Die Nummer wird vom Brandenburgischen Landesamt für Denkmalpflege vergeben. Ein Link hinter der Nummer führt zum Eintrag über das Denkmal in der Denkmaldatenbank. In dieser Spalte kann sich zusätzlich das Wort Wikidata befinden, der entsprechende Link führt zu Angaben zu diesem Denkmal bei Wikidata.
- Lage: die Adresse des Denkmales und die geographischen Koordinaten. Link zu einem Kartenansichtstool, um Koordinaten zu setzen. In der Kartenansicht sind Denkmale ohne Koordinaten mit einem roten beziehungsweise orangen Marker dargestellt und können in der Karte gesetzt werden. Denkmale ohne Bild sind mit einem blauen bzw. roten Marker gekennzeichnet, Denkmale mit Bild mit einem grünen beziehungsweise orangen Marker.
- Bezeichnung: Bezeichnung in den offiziellen Listen des Brandenburgischen Landesamtes für Denkmalpflege. Ein Link hinter der Bezeichnung führt zum Wikipedia-Artikel über das Denkmal.
- Beschreibung: die Beschreibung des Denkmales
- Bild: ein Bild des Denkmales und gegebenenfalls einen Link zu weiteren Fotos des Baudenkmals im Medienarchiv Wikimedia Commons

## Allgemein
| ID-Nr.   | Lage          | Bezeichnung                                    | Beschreibung | Bild                                           |
| -------- | ------------- | ---------------------------------------------- | ------------ | ---------------------------------------------- |
| 09170999 | Kyritz (Lage) | Denkmalbereichssatzung der Altstadt von Kyritz |              | Denkmalbereichssatzung der Altstadt von Kyritz |

## Baudenkmale in den Ortsteilen

### Berlitt
| ID-Nr.   | Lage                           | Bezeichnung                                                     | Beschreibung | Bild           |
| -------- | ------------------------------ | --------------------------------------------------------------- | --- | -------------- |
| 09170984 | (Lage)                         | Parkanlage                                                      | | BW             |
| 09170518 | Berlitter Dorfstraße (Lage)    | Dorfkirche                                                      | Die evangelische Kirche wurde im Jahre 1526 erbaut, 1710 wurde der Fachwerkturm errichtet. Im Inneren befindet sich eine Orgel aus der Zeit Ende des 19. Jahrhunderts und ein Kanzelaltar aus der zweiten Hälfte des 18. Jahrhunderts. | weitere Bilder |
| 09171102 | Berlitter Dorfstraße 27 (Lage) | Wohnhaus mit Wirtschaftsgebäude, Hofpflasterung und Einfriedung | | BW             |

### Bork
| ID-Nr.   | Lage                      | Bezeichnung | Beschreibung                                                                                      | Bild           |
| -------- | ------------------------- | ----------- | ------------------------------------------------------------------------------------------------- | -------------- |
| 09171048 | Alte Schule Bork 1 (Lage) | Dorfschule  |                                                                                                   | BW             |
| 09170521 | Borker Straße (Lage)      | Dorfkirche  | Die evangelische Kirche wurde im Jahre 1909 bis 1910 vom Königlichen Baurat Georg Büttner erbaut. | weitere Bilder |
| 09170522 | Borker Straße 8 (Lage)    | Dorfschule  |                                                                                                   | BW             |

### Drewen
| ID-Nr.            | Lage                          | Bezeichnung | Beschreibung | Bild           |
| ----------------- | ----------------------------- | ----------- | --- | -------------- |
| 09170539 Wikidata | Drewener Dorfstraße (Lage)    | Dorfkirche  | Die evangelische Kirche stammt aus der zweiten Hälfte des 13. Jahrhunderts. Die Kirche ist seitdem nicht wesentlich verändert worden. Im Inneren befindet sich ein Kanzelaltar aus dem Jahre 1730. | weitere Bilder |
| 09170538          | Drewener Dorfstraße 20 (Lage) | Torhaus     | | BW             |
| 09170540          | Wutiker Straße 1 (Lage)       | Wohnhaus    | | Wohnhaus       |

### Gantikow
| ID-Nr.            | Lage                     | Bezeichnung                              | Beschreibung | Bild           |
| ----------------- | ------------------------ | ---------------------------------------- | --- | -------------- |
| 09170541 Wikidata | Dorfstraße 20 (Lage)     | Dorfkirche                               | Die evangelische Kirche wurde wahrscheinlich im 13. Jahrhundert erbaut. Im Inneren befinden sich ein Empore und eine Kanzel aus der ersten Hälfte des 17. Jahrhunderts. | weitere Bilder |
| 09171146          | Am Anger 1 (Lage)        | Gutshaus mit Schmiede                    | Das heutige Haus stammt in dieser Form aus dem Jahr 1877. Es ist ein eingeschossiges Haus mit einem Mansarddach. Nach 1945 war es erst eine Flüchtlingsunterkunft, dann wurde es kommunal genutzt. Hier befand sich bis 2010 das Lügenmuseum (heute im sächsischen Radebeul). Heute befinden sich hier Ferienzimmer. | weitere Bilder |
| 09171324          | Kyritzer Straße 2 (Lage) | Wohnhaus (Chausseehaus) mit Nebengebäude | | BW             |

### Ganz
| ID-Nr.   | Lage   | Bezeichnung | Beschreibung | Bild |
| -------- | ------ | --- | --- | --- |
| 09170097 | (Lage) | Gutsanlage, bestehend aus Neuem Schloss mit Park, Altem Gutshaus, Kapelle, Wohn- und Wirtschaftsgebäude, acht Wirtschaftsgebäuden, elf Wohngebäuden und Schule | Das Gut Ganz wurde zu Beginn des 20. Jahrhunderts von Max Graetz erbaut. Von dem alten Rittergut blieb das Gutshaus aus dem Jahre 1697 erhalten. Es ist ein zweigeschossiges Haus mit einem Krüppelwalmdach. Zu dem Gute gehört auch eine kleine Gutskapelle. | Gutsanlage, bestehend aus Neuem Schloss mit Park, Altem Gutshaus, Kapelle, Wohn- und Wirtschaftsgebäude, acht Wirtschaftsgebäuden, elf Wohngebäuden und Schule |

### Holzhausen
| ID-Nr.   | Lage                              | Bezeichnung    | Beschreibung | Bild           |
| -------- | --------------------------------- | -------------- | --- | -------------- |
| 09170549 | Holzhausener Dorfstraße 20 (Lage) | Bauernhaus     | | BW             |
| 09170548 | Jürgen-Specht-Platz (Lage)        | Dorfkirche     | Die evangelische Dorfkirche wurde um 1300 erbaut. Es ist ein Saalbau aus Feldstein mit einem Westturm. Das Innere wurde 1699 neu gestaltet. An den Längsseiten befinden sich Patronatsgestühl. Der Altaraufsatz stammt aus dem Jahr 1707 und wurde von J. Becker aus Rathenow erstellt. Die Kanzel stammt aus der Zeit Anfang des 18. Jahrhunderts. | weitere Bilder |
| 09170551 | Jürgen-Specht-Platz (Lage)        | Kriegerdenkmal | | BW             |
| 09170550 | Lindenstraße 16 (Lage)            | Bauernhaus     | | BW             |

### Karnzow
| ID-Nr.   | Lage              | Bezeichnung                                                   | Beschreibung | Bild               |
| -------- | ----------------- | ------------------------------------------------------------- | --- | ------------------ |
| 09170559 | Dorfstraße (Lage) | Schloss mit Park                                              | Das Herrenhaus wurde im barocken Stil um 1730 errichtet. Ab 1864 gehörte das Haus der Familie von Königsmarck. Ab 1943 lagerte der damalige Besitzer Graf Friedrich Wilhelm Adolf von Königsmarck Kunstwerke der Bremer Kunsthalle im Herrenhaus aus. Er nahm sich 1945 das Leben. Die eingemauerten Kunstgegenstände wurden geplündert und sind teilweise verschwunden oder befinden sich in Museen in Russland. Bis 1989 war das Haus ein Kurheim, ab 2001 ein Tagungshotel. Seit 2005 befindet sich das Haus in privaten Besitz. | BW                 |
| 09170558 | Dorfstraße ()     | Ehrenmal der Vereinigung der Verfolgten des Naziregimes (VVN) | | ein Bild hochladen |

### Kötzlin
| ID-Nr.            | Lage                    | Bezeichnung                        | Beschreibung | Bild           |
| ----------------- | ----------------------- | ---------------------------------- | --- | -------------- |
| 09170561 Wikidata | Kötzliner Straße (Lage) | Dorfkirche                         | Die evangelische Dorfkirche wurde 1775 erbaut. Es ist ein Saalbau mit eingezogenen Westturm. An der Südseite der Kirche befindet sich eine ehemalige Patronatsloge, es ist heute die Winterkirche. Im Inneren auf der Westempore befindet sich die Orgel. Der Kanzelaltar ist aus der Bauzeit. | weitere Bilder |
| 09170562          | Kötzliner Straße (Lage) | Grabmal Königsmarck, an der Kirche | Grabdenkmal des Heinrich Christian von Königsmarck, um 1780, hohe Sandsteinstele mit dem Porträtmedaillon des Verstorbenen über großer Vitentafel, auf dem Sockel zwei allegorischen Figuren.                                                                                                  | BW             |

### Kyritz
| ID-Nr.            | Lage | Bezeichnung | Beschreibung | Bild |
| ----------------- | --- | --- | --- | --- |
| 09170586          | (Lage) | Marktplatzensemble | | Marktplatzensemble |
| 09170608          | (Lage) | Stadtmauer um die Altstadt | Stadtbefestigung aus dem 14. Jahrhundert | Stadtmauer um die Altstadt |
| 09170563          | Bahnhofstraße (Lage)                                                                                                   | Rosengarten | | Rosengarten |
| 09170572          | Bahnhofstraße (Lage)                                                                                                   | Marmorplastik „Die Woge“ im Rosengarten | 1940/1941 von Bildhauer Fritz Klimsch | Marmorplastik „Die Woge“ im Rosengarten |
| 09170564          | Bahnhofstraße (Lage)                                                                                                   | Ehrenmal der Vereinigung der Verfolgten des Naziregimes (VVN) | | Ehrenmal der Vereinigung der Verfolgten des Naziregimes (VVN) |
| 09170565          | Bahnhofstraße 6 (Lage)                                                                                                 | Wohnhaus | | Wohnhaus |
| 09170566          | Bahnhofstraße 8 (Lage)                                                                                                 | Wohnhaus | | Wohnhaus |
| 09170567          | Bahnhofstraße 12 (Lage)                                                                                                | Wohnhaus „Villa II“ | | Wohnhaus „Villa II“ |
| 09170568          | Bahnhofstraße 13 (Lage)                                                                                                | Wohnhaus | | Wohnhaus |
| 09170618          | Bassewitzstraße 1, 2, 3, 4, 5, 6, 7, 9, 11, 13, 15, 17, Berliner Straße 5, 7, 9, 11,13, Seestraße 4, 6a, 6b, 8, (Lage) | Wohnsiedlung („Egidi-Siedlung“) | | BW |
| 09170569          | Domstraße 2 (Lage) | Wohn- und Geschäftshaus | | Wohn- und Geschäftshaus |
| 09170570          | Graf-von-der-Schulenburg-Straße (Lage)                                                                                 | Sechs Grabsteine und drei Grabkreuze für Henriette von Witteken, Samuel Rhau, Leopold von Woedtke, Carl August von Lüder, Catharina Maria Theresia Conrad geb. Bergenthal (mit Figur der Knienden), Wilhelm Markurt, Dorothee Jüterbock geb. Schulz, Heinrich Giese, Agnes Giese sowie Grabdenkmal mit Steinkreuz (errichtet 1932 aus Grabsteinen des Gräberfeldes 1885–92), auf dem Friedhof | | [[Vorlage:Bilderwunsch/code!/C:52.939055,12.400813!/D:Graf-von-der-Schulenburg-Straße, Sechs Grabsteine und drei Grabkreuze für Henriette von Witteken, Samuel Rhau, Leopold von Woedtke, Carl August von Lüder, Catharina Maria Theresia Conrad geb. Bergenthal (mit Figur der Knienden), Wilhelm Markurt, Dorothee Jüterbock geb. Schulz, Heinrich Giese, Agnes Giese sowie Grabdenkmal mit Steinkreuz (errichtet 1932 aus Grabsteinen des Gräberfeldes 1885–92), auf dem Friedhof!/\|BW]] |
| 09170573 Wikidata | Hagenstraße (Lage) | Katholische Kirche Heilig Geist einschließlich Gartenanlage | 1912 von Architekt Josef Welz (Berlin) breiter, westwerkartiger Turm mit Satteldach und Dachreiter. Ihr wird aufgrund der „fein komponierten Zusammenfügung regionaler Stile und Materialien eine besondere Wirkung“ zugesprochen. Im Innern des dreischiffigen Bauwerks befindet sich eine hölzerne Decke, die mit Stützen reich verziert wurde. Im Chor befindet sich ein Netzrippengewölbe. Der Altar wurde in den 1980er Jahren restauriert und zeigt im Altarblatt das Pfingstereignis. | weitere Bilder |
| 09170575          | Hagenstraße 2 (Lage)                                                                                                   | Villa (heute Kindergarten) | | Villa (heute Kindergarten) |
| 09171062          | Hamburger Straße 10 (Lage)                                                                                             | Wohnhaus | | Wohnhaus |
| 09170200          | Hamburger Straße 26 (Lage)                                                                                             | Wohn- und Geschäftshaus | | Wohn- und Geschäftshaus |
| 09170574          | Holzhausener Straße 27 (Lage)                                                                                          | Hauptgebäude der Goetheschule | | Hauptgebäude der Goetheschule |
| 09170576          | Hospitalstraße 13 (Lage)                                                                                               | Hospital St. Spiritus | Das Haus wurde 1828 erbaut. Es ist ein eingeschossiger Bau im klassizistischen Stil. Ursprünglich befand sich über dem Mittelportal ein Dachreiter. | Hospital St. Spiritus |
| 09170611          | Johann-Sebastian-Bach-Straße (Lage)                                                                                    | Kriegerdenkmal, vor der Stadtpfarrkirche | | Kriegerdenkmal, vor der Stadtpfarrkirche |
| 09170610          | Johann-Sebastian-Bach-Straße (Lage)                                                                                    | Schulze-Kersten-Gedenkstein, vor der Stadtpfarrkirche | Das Denkmal erinnert an zwei Kyritzer Bürger, die im Jahr 1807 in den Befreiungskriegen gestorben sind. Das Denkmal im neugotischen Stil wurde 1836 errichtet. | Schulze-Kersten-Gedenkstein, vor der Stadtpfarrkirche |
| 09170619          | Johann-Sebastian-Bach-Straße, Schulstraße (Lage)                                                                       | Stadtpfarrkirche St. Marien | Die Stadtpfarrkirche St. Marien wurde im 12. Jahrhundert erbaut. Es ist eine spätromanisch bis frühgotisch, dreischiffig Kirche. Die Glocken hingen zunächst im Giebel, wurden nach einem Unfall ins Innere umgehängt. | weitere Bilder |
| 09170579          | Johann-Sebastian-Bach-Straße 2 (Lage)                                                                                  | Ehemaliges Franziskanerkloster, bestehend aus Klausurgebäude mit nördlichem Anbau, Resten der Klosterkirche und des Kreuzgangs mit Kapelle und Klostergarten mit Gartenhaus | Im Jahr 1539 erfolgte in Kyritz die Reformation, worauf das Franziskanerkloster 1552 aufgelöst wurde. Im selben Jahr ging die Klosterkirche und die anschließenden Gebäude in den Besitz der Stadt Kyritz über mit der Maßgabe, es für die Armen zu nutzen. Später folgten weitere Besitzer. | Ehemaliges Franziskanerkloster, bestehend aus Klausurgebäude mit nördlichem Anbau, Resten der Klosterkirche und des Kreuzgangs mit Kapelle und Klostergarten mit Gartenhaus |
| 09170580          | Johann-Sebastian-Bach-Straße 4 (Lage)                                                                                  | Wohnhaus | | Wohnhaus |
| 09170581          | Johann-Sebastian-Bach-Straße 7 (Lage)                                                                                  | Wohnhaus | Das Haus entstand Ende des 19. Jahrhunderts. | Wohnhaus |
| 09171895          | Johann-Sebastian-Bach-Straße 8 (Lage)                                                                                  | Wohnhaus mit Nebengebäude | | Wohnhaus mit Nebengebäude |
| 09170109          | Johann-Sebastian-Bach-Straße 10 (Lage)                                                                                 | Wohnhaus mit Wirtschaftsgebäude | | Wohnhaus mit Wirtschaftsgebäude |
| 09170577          | Johann-Sebastian-Bach-Straße 36 (Lage)                                                                                 | Wohn- und Geschäftshaus | Das Fachwerkhaus wurde 1682 erbaut. Es hat drei Stockwerke und ist giebelständig. | Wohn- und Geschäftshaus |
| 09170583          | Johann-Sebastian-Bach-Straße 42/44 (Lage)                                                                              | Wohnhaus („Eichhorstsches Haus“) | Das dreigeschossige Fachwerkhaus wurde 1669 erbaut. | Wohnhaus („Eichhorstsches Haus“) |
| 09171089          | Johann-Sebastian-Bach-Straße 55 (Lage)                                                                                 | Wohnhaus | | Wohnhaus |
| 09170589          | Marktplatz 1 (Lage) | Rathaus | Das Rathaus wurde 1879 erbaut. Es ist ein dreigeschossiger Bau im Tudorstil. | weitere Bilder |
| 09170590          | Marktplatz 2 (Lage) | Wohn- und Geschäftshaus | | Wohn- und Geschäftshaus |
| 09171060          | Marktplatz 4 (Lage) | Wohn- und Geschäftshaus | | Wohn- und Geschäftshaus |
| 09170587          | Marktplatz 14 (Lage)                                                                                                   | Wohn- und Geschäftshaus | | Wohn- und Geschäftshaus |
| 09170588          | Marktplatz 18 (Lage)                                                                                                   | Wohn- und Geschäftshaus | | Wohn- und Geschäftshaus |
| 09170894          | Maxim-Gorki-Straße 16 (Lage)                                                                                           | Wirtschaftsgebäude | | Wirtschaftsgebäude |
| 09170593          | Maxim-Gorki-Straße 21 (Lage)                                                                                           | Wohnhaus | | Wohnhaus |
| 09170594          | Maxim-Gorki-Straße 23 (Lage)                                                                                           | Wohnhaus | | Wohnhaus |
| 09170595          | Maxim-Gorki-Straße 29 (Lage)                                                                                           | Wohnhaus | | Wohnhaus |
| 09170596          | Maxim-Gorki-Straße 41 (Lage)                                                                                           | Wohnhaus | | Wohnhaus |
| 09170895          | Maxim-Gorki-Straße 43 (Lage)                                                                                           | Wohnhaus | | Wohnhaus |
| 09170597          | Mühlenstraße 8 (Lage)                                                                                                  | Wohnhaus | | BW |
| 09170609          | Perleberger Straße (Lage)                                                                                              | Bodenreformdenkmal | | Bodenreformdenkmal |
| 09170600          | Perleberger Straße 1-2 (Lage)                                                                                          | Ehemaliges Landratsamt mit Villa | | Ehemaliges Landratsamt mit Villa |
| 09170602          | Perleberger Straße 6 (Lage)                                                                                            | Gymnasium | | Gymnasium |
| 09170599          | Perleberger Straße 9 (Lage)                                                                                            | Wohnhaus | | Wohnhaus |
| 09170601          | Perleberger Straße 31 (Lage)                                                                                           | Altbau des Krankenhauses | | Altbau des Krankenhauses |
| 09170603          | Poststraße 16 (Lage)                                                                                                   | Ehemaliges Hospital | | Ehemaliges Hospital |
| 09170604          | Prinzenstraße 6 (Lage)                                                                                                 | Wohnhaus | | Wohnhaus |
| 09170896          | Prinzenstraße 7 (Lage)                                                                                                 | Wohn- und Geschäftshaus | | Wohn- und Geschäftshaus |
| 09170206          | Prinzenstraße 9 (Lage)                                                                                                 | Wohnhaus | | Wohnhaus |
| 09170617          | Pritzwalker Straße (Lage)                                                                                              | Sowjetischer Ehrenfriedhof | | Sowjetischer Ehrenfriedhof |
| 09170605          | Pritzwalker Straße 10 (Lage)                                                                                           | Verwaltungsbau der Stärkefabrik | | Verwaltungsbau der Stärkefabrik |
| 09170612          | Weberstraße 72 (Lage)                                                                                                  | Wohnhaus | | Wohnhaus |
| 09171897          | Weberstraße 99-105 (ungerade) (Lage)                                                                                   | Häuserzeile, bestehend aus fünf Wohnhäusern und einem Wirtschaftsgebäude | | Häuserzeile, bestehend aus fünf Wohnhäusern und einem Wirtschaftsgebäude |
| 09170584          | Wernerstraße 1 (Lage)                                                                                                  | Wandbild von Wegner, am Kindergarten West | | BW |

### Mechow
| ID-Nr.            | Lage                  | Bezeichnung                | Beschreibung | Bild                   |
| ----------------- | --------------------- | -------------------------- | --- | ---------------------- |
| 09170631          | B 5 (Lage)            | Meilenstein bei km 100     | | Meilenstein bei km 100 |
| 09170632 Wikidata | Hauptstraße (Lage)    | Dorfkirche                 | Die evangelische Kirche wurde Anfang des 15. Jahrhunderts errichtet. Es ist ein Saalbau aus Feldstein. Im Westen der Kirche steht ein Glockenstuhl, hier befindet sich eine Glocke aus der Zeit um 1300. | weitere Bilder         |
| 09170275          | Hauptstraße 48 (Lage) | Pfarrhof mit Fachwerkstall | | BW                     |

### Rehfeld
| ID-Nr.            | Lage                            | Bezeichnung | Beschreibung | Bild           |
| ----------------- | ------------------------------- | ----------- | --- | -------------- |
| 09170683 Wikidata | Rehfelder Friedensstraße (Lage) | Dorfkirche  | Die evangelische Dorfkirche wurde 1791 erbaut. Es ist ein Fachwerkbau mit einem Dachturm. Der Dachturm hat eine achteckige Haube aus Schiefer. Die Kanzel war ursprünglich Teil eines Kanzelaltars und wurde 1705 erstellt. | weitere Bilder |

### Teetz
| ID-Nr.   | Lage              | Bezeichnung | Beschreibung | Bild           |
| -------- | ----------------- | ----------- | --- | -------------- |
| 09170706 | Kirchplatz (Lage) | Dorfkirche  | Die evangelische Kirche wurde im Jahre 1859 im Stil des Stüler-Umfeld erbaut. Es ist ein Saalbau mit Turm und einer Halbkreisapsis. Die Orgel wurde 1860/61 von Friedrich Hermann Lütkemüller erbaut. Sie ist eine Dauerleihgabe der Berliner Stiftung Stadtmuseum. | weitere Bilder |

## Ehemalige Baudenkmale
| ID-Nr. | Lage                         | Bezeichnung | Beschreibung | Bild                                                                                          |
| ------ | ---------------------------- | ----------- | ------------ | --------------------------------------------------------------------------------------------- |
|        | Kyritz Weberstraße 65 (Lage) | Wohnhaus    |              | [[Vorlage:Bilderwunsch/code!/C:52.942764,12.395142!/D:Kyritz Weberstraße 65, Wohnhaus!/\|BW]] |